# Кольверде
Кольверде (італ. Colverde) — муніципалітет в Італії, у регіоні Ломбардія, провінція Комо. Муніципалітет утворено 4 лютого 2014 року шляхом об'єднання муніципалітетів Дреццо, Джироніко та Паре.
Кольверде розташоване на відстані близько 520 км на північний захід від Рима, 45 км на північ від Мілана, 7 км на захід від Комо.
Населення — 5401 особа (2014).

## Демографія
Населення за роками:

Станом на 1 січня 2023 року в муніципалітеті офіційно проживало 207 іноземців з 41 країни, серед них 43 громадяни країн Євросоюзу та 10 громадян України.

## Сусідні муніципалітети
- К'яссо
- Фалоппіо
- Ронаго
- Уджате-Тревано
- Кавалласка
- Лурате-Каччивіо
- Монтано-Лучино
- Ольджате-Комаско
- Вілла-Гуардія